# Mundialito de Clubes de Futebol de 7 de 2013
O Mundialito de Clubes de Futebol de 7 de 2013 foi realizado em julho de 2013 na arena montada no Sambódromo do Rio.
O Flamengo conquistou seu primeiro título, vencendo o Fluminense na decisão. Também disputaram o torneio o Botafogo, do Brasil, o Atlético de Madri, da Espanha, o River Plate da Argentina, o Nacional do Uruguai, o Real Esppor, da Venezuela e o Kabuscorp, de Angola.
| Ano           | Local                                                     | Campeão  | Vice-campeão | Terceiro lugar | Jogador do torneio | Artilheiro | Melhor goleiro | Gols (média por jogo) |
| ------------- | --------------------------------------------------------- | -------- | ------------ | -------------- | ------------------ | ---------- | -------------- | --------------------- |
| 2012 Detalhes | Brasil · Sambódromo da Marquês de Sapucaí, Rio de Janeiro | Flamengo | Fluminense   | Botafogo       |                    |            |                |                       |

| Campeão Mundialito 2013 Futebol 7 |
| --------------------------------- |
| Flamengo (1º Título)              |